# Anh Thân vương
Hoà Thạc Anh Thân vương (chữ Hán: 和碩英親王, tiếng Mãn: ᡥᠣᡧᠣᡳ 
ᠪᠠᡨᡠᡵᡠ 
ᠴᡳᠨ ᠸᠠᠩ, Möllendorff: Hošoi baturu cin wang) là tước vị truyền đời của nhà Thanh trong lịch sử Trung Quốc.

## Khái quát
Thủy tổ của Anh vương phủ là A Tế Cách - con trai thứ 12 của Thanh Thái Tổ Nỗ Nhĩ Cáp Xích, sơ phong Bối lặc (貝勒).
Năm Sùng Đức nguyên niên (1636), A Tế Cách nhờ quân công mà được thăng Vũ Anh Quận vương (武英郡王)
Năm Thuận Trị nguyên niên (1644), A Tế Cách được phong làm Hòa Thạc Anh Thân vương.
Năm thứ 8 (1651), tháng giêng, vì âm mưu đoạt chính mưu nghịch mà bị cách tước, quyển cấm. Ngày 16 tháng 10 bị ban cho tự vẫn.
Năm Ung Chính nguyên niên (1723), niệm tình công lao của A Tế Cách mà cho tằng tôn là Phổ Chiếu tiếp tục thế tập, tước vị bị hàng xuống Phụ quốc công (輔國公). Tổng cộng truyền thừa 17 vị, qua 17 thế hệ.

### Ý nghĩa phong hiệu
Phong hiệu ["Anh"] của A Tế Cách nguyên ban đầu là ["Vũ Anh"], Mãn ngữ là「baturu」, nghĩa là "Dũng cảm", "Anh dũng".

### Chi hệ
A Tế Cách có tất cả 11 con trai, ngoại từ trưởng tử Hòa Độ (和度) và ngũ tử Lâu Thân (樓親) tuyệt tự, tứ tử Môn Trụ (門柱), lục tử Mặc Nhĩ Tốn (墨爾遜), thất tử Tác Nhĩ Khoa (索爾科), cửu tử Hô Lễ (瑚禮) mất sớm, còn lại 5 phòng truyền thừa xuống chính là nhị tử Phó Lặc Hách (傅勒赫), tam tử Bá Nhĩ Tốn (伯爾遜), bát tử Đông Tắc (佟塞), thập tử Ngạc Bái (鄂拜) và thập nhất tử Ban Tiến Thái (班進泰). Sau khi A Tế Cách bị xử tử, 5 phòng này đều bị đều bị truất tư cách Tông thất, hàng làm thứ dân.
Năm thứ 18 (1661), nhị phòng Phó Lặc Hách được phục nhập Tông thất. Các phòng còn lại được cấp "Hồng Đái tử" vào năm Khang Hi thứ 52 (1713), và chính thức phục nhập Tông thất vào năm Càn Long thứ 43 (1778).
Cũng vì nhị phòng Phó Lặc Hách được trọng dụng, cũng là phòng duy nhất có tước vị, vì vậy một chi truyền thừa xuống chính là Đại Tông của Anh vương phủ.

### Địa vị
A Tế Cách là đích tử của Thái Tổ, là anh trai cùng mẹ của Đa Nhĩ Cổn và Đa Đạc, vốn dĩ sở hữu khá nhiều Kỳ phân, là một Kỳ chủ. Tuy nhiên về sau lại nhiều lần phạm lỗi, Kỳ phân càng lúc càng ít, địa vị Kỳ chủ cũng bị Đa Nhĩ Cổn thay thế. Theo những ghi chép sau này, A Tế Cách thường không cân nhắc kỹ trước khi hành động, quan hệ riêng với hai em trai cũng không đặc biệt tốt, sau này lại phạm phải đại tội, địa vị thua kém rất nhiều so với "Khai quốc chư Vương". Hậu duệ nhị phòng Phó Lặc Hách cũng nhiều lần phạm lỗi, theo những chỉ dụ có thể thấy được tước vị vốn nên bị cách đi, nhưng vì Anh Thân vương không người tế tự mà đặc ân kéo dài.

### Kỳ tịch
Kỳ tịch một mạch Anh vương phủ biến động khá lớn, liên quan đến những lần đổi Kỳ thời Thanh sơ.
Anh vương phủ nhập kỳ sớm nhất là vào Thiên Mệnh hậu kỳ. Thái Tổ vãn niên vốn thân lĩnh Lưỡng Hoàng kỳ, nay phân một nửa Tương Hoàng kỳ cho Đa Đạc, còn Chính Hoàng kỳ phân làm hai phần, một phần cho A Tế Cách và một nửa còn lại cho Đa Nhĩ Cổn. Lúc này, A Tế Cách là Kỳ chủ Chính Hoàng kỳ.
Thái Tổ băng thệ, Thái Tông kế vị, tiến hành đổi Kỳ lần đầu tiên, đổi hai kỳ Bạch - Hoàng cho nhau, A Tế Cách trở thành Kỳ chủ Tương Bạch kỳ. Về sau vì nhiều lần phạm tội, một phần lớn Kỳ phân của A Tế Cách bị chuyển giao cho Đa Nhĩ Cổn, vì vậy Đa Nhĩ Cổn trở thành Đại kỳ chủ, A Tế Cách trở thành Tiểu Kỳ chủ.
Thái Tông băng thệ, Đa Nhĩ Cổn và Đa Đạc đổi Kỳ, Đa Nhĩ Cổn độc chiếm Chính Bạch kỳ, Đa Đạc và A Tế Cách đều tại Tương Bạch kỳ, Kỳ chủ là Đa Đạc.
Năm Thuận Trị thứ 5 (1648), thứ 6 (1649), Hào Cách và Đa Đạc lần lượt qua đời. Đa Nhĩ Cổn đem Chính Bạch kỳ của mình, Tương Bạch kỳ của Đa Đạc và Chính Lam kỳ của Hào Cách tiến hành thay đổi. Đa Nhĩ Cổn độc chiếm Lưỡng Bạch kỳ, hậu duệ Đa Đạc và A Tế Cách đều quy về Chính Lam kỳ.
Năm thứ 10 (1653), A Tế Cách bị hạch tội, Kỳ phân Tá lĩnh thuộc nhân đều sung công, tổng cộng 13 Tá lĩnh. Con cháu đều bị phế làm thứ dân, nhị phòng Phó Lặc Hách bị ban cho phủ Thừa Trạch Thân vương Thạc Tắc của Tương Hồng kỳ, còn lại đều ban cho phủ Đoan Trọng Thân vương Bác Lạc của Chính Lam kỳ làm nô.
Năm thứ 18 (1661), nhị phòng Phó Lặc Hách được minh oan, Kỳ phân cũng liền lưu tại Tương Hồng kỳ. Đến những năm Càn Long, các phòng còn lại đều phục nhập Tông thất, Kỳ phân cũng nhập vào Kỳ phân Tương Hồng kỳ của nhị phòng. Cụ thể, Tương Hồng kỳ đệ lục tộc là do hậu duệ của A Tế Cách độc chiếm.

### Danh sĩ
Hậu duệ của Anh vương phủ tương đối nổi danh là một nhà Hoa Đức - đại tông vào thời Thanh trung kỳ, một nhà 3 đời liên tiếp đều xuất thân Tiến sĩ, xuất thân cao. Ngoài ra còn có anh em Đôn Thành (敦成) liên quan đến Hồng Lâu Mộng.
Đôn Thành là cháu nội của Đầu đẳng Thị vệ Hô Đồ Lễ (瑚圖禮) - con trai thứ 6 của Xước Khắc Thác. Con trai trưởng của Hô Đồ Lễ là Hỗ Bát (祜玐) có tất cả 5 con trai, lần lượt là Đôn Minh (敦明), Đôn Thành, Đôn Nghĩa (敦義), Đôn Kỳ (敦祺) và Đôn Thư (敦舒), trong đó Đôn Nghĩa và Đôn Thư mất sớm, Đôn Thành quá kế thừa tự Phụ quốc công Kinh Chiếu. Đôn Minh, còn có tên là Đôn Mẫn, tự Tử Minh, hiệu Mậu Trai, nhậm Tông học Tổng quản, là một người giỏi văn thơ, có tác phẩm "Mậu Trai thi sao"; Đôn Thành, tự Kính Đình, hiệu Tùng Đường, nhậm Tông Nhân phủ Bút thiếp thức, cũng là một người giỏi văn, có tác phẩm "Tứ Tùng đường tập". Trước mắt, có học giả cho rằng, hai người có quan hệ mật thiết với Tào Tuyết Cần - tác giả của Hồng Lâu Mộng.

### Khoa cử
Hậu duệ A Tế Cách có tất cả 5 vị Văn Cử nhân, 3 vị Văn Tiến sĩ, 1 vị Phiên dịch Cử nhân.
Trong chi hệ của Phó Lặc Hách: Có một người thuộc bối tự "Tái" là Quảng Chấn (广振), là Văn Tiến sĩ năm Đạo Quang thứ 15 (1835) nhưng không ra làm quan. Một người khác cũng thuộc bối tự "Tái" là Lương Quý (良貴), là Văn Tiến sĩ năm Đồng Trị thứ 13 (1874), làm quan tới Thị độc Học sĩ. Một người thuộc bối tự "Phổ" là Cát Thân (吉绅), là Văn Tiến sĩ năm Quang Tự thứ 12 (1886), làm quan đến Hậu bổ Chủ sự.
Ngoài ra, đời thứ 11 của Đại tông là Hoa Đức, là Văn Tiến sĩ năm Đạo Quang thứ 3 (1823), làm quan đến Tông Nhân phủ Ngạch ngoại Chủ sự, sau tập phong Phụng ân Tướng quân, làm đến Tá lĩnh. Con trai Tú Bình là Văn Tiến sĩ năm Đạo Quang thứ 20 (1840), làm quan đến Hậu bổ Chủ sự của Bộ Công, về sau tập phong Phụng ân Tướng quân, làm đến Chủ sự. Mà Lương Quý chính là con trai thứ ba của Tú Bình. Đây chính là một nhà 3 đời làm Tiến sĩ, trong các đời Tông thất nhà Thanh cũng là hiếm thấy.
Trong chi hệ của Ngạc Bái (鄂拜, con trai thứ 10 của A Tế Cách): Có một người thuộc bối tự "Hoằng" là Thành Ngạch (成额), là Phiên dịch Cử nhân năm Càn Long thứ 9 (1744), làm quan đến Lang trung; một người thuộc bối tự "Miên" là Trọng Hưng (重兴), là Văn Cử nhân năm Đạo Quang thứ 8 (1828), làm quan đến Lang trung; một người thuộc bối tự "Dịch" là Khuê Thành (奎成), là Văn Cử nhân năm Đạo Quang thứ 20 (1840), làm quan đến Bút thiếp thức; một người thuộc bối tự "Tái" là Thư Vinh (舒荣), là Văn Cử Nhân năm Quang Tự thứ 8 (1882), làm quan đến Hộ bổ Chủ sự.

### Phủ đệ
Ban đầu, phủ đệ của Anh vương phủ chính là phủ của Anh Thân vương A Tế Cách, nằm ở đường lớn Đông Hoa môn, khu Đông Thành, nguyên là nơi đặt Quang Lộc tự thời Minh. Phía đông giáp ven sông phía bắc của Đông An môn, phía Tây là đường lớn Đông An môn. Sau khi A Tế Cách bị hoạch tội, phủ đệ này bị thu hồi, tiếp tục được Quang Lộc tự sử dụng, thời Thanh mạt chuyển làm nơi cất giữ các vật dụng lễ nghi, Tân Tông Nhân phủ. Thời Dân Quốc, nơi này đổi thành trường học Khổng Đức, sau giải phóng thì trở thành trường Trung học số 27, Tiểu học Đông Hoa môn và nhà trẻ Đông Hoa môn của Bắc Kinh.
Về sau, Xước Khắc Thác được tập tước, phủ đệ nằm trong ngõ nhỏ Thạch Lão Nương ở khu Tây Thành. Phủ đệ quay theo hướng Bắc - Nam, gồm có cổng nhỏ, trái phải ba gian sương phòng, ba gian chính điện, trái phải ba gian nhà ngang và chín gian dãy nhà sau (hậu tráo phòng), tổng diện tích rất nhỏ. Phủ đệ này đại khái là vào giữa những năm Càn Long, hậu duệ Anh vương phủ bị hàng xuống Bất nhập Bát phân (sau đời Cửu Thành) thì giao lại cho triều đình.

### Viên tẩm
Phần mộ của một chi A Tế Cách đều nằm ở bên ngoài Kiến Quốc môn, tục xưng "Bát vương phần", chiếm diện tích ước chừng 67 ngàn mét vuông. Mặt phía Nam là sông Thông Huệ (通惠河, Tonghui River), mặt phía Tây giáp với Lang Gia viên (郎家园).
Năm 1925, kiến trúc bị phá huỷ, hậu duệ Đại tông đem chúng đi bán, sau cũng chặt hết cây cối để bán lấy tiền. Mộ địa nhiều lần bị trộm. Năm 1949, mộ địa hoàn toàn bị huỷ để xây dựng xưởng cất rượu, chỉ lưu lại địa danh.

## Anh Thân vương Đại tông
1. Dĩ cách Hòa Thạc Anh Thân vương A Tế Cách (阿濟格)
1605 - 1626 - 1651
Truy phong Phụng ân Trấn quốc công Phó Lặc Hách (傅勒赫)
1628 - 1650
2. Dĩ cách Phụng ân Trấn quốc công Xước Khắc Thác (綽克託)
1651 - 1665 - 1698 - 1711
3. Dĩ cách Phụng ân Phụ quốc công Phổ Chiếu (普照)
1691 - 1698 - 1713 - 1724
4. Dĩ cách Phụng ân Phụ quốc công Kinh Chiếu (經照)
1698 - 1713 - 1732 - 1744
5. Phụng ân Phụ quốc Cung Giản công Lộ Đạt (璐達)
1705 - 1732 - 1741
6. Dĩ cách Phụng ân Phụ quốc công Lân Khôi (麟魁)
1726 - 1741 - 1745 - 1769
Truy phong Phụng ân Phụ quốc công Hưng Thụ (興綬)
1689 - 1724
7. Dĩ cách Phụng ân Phụ quốc công Cửu Thành (九成)
1710 - 1746 - 1761 - 1766
8. Tam đẳng Trấn quốc Tướng quân Khiêm Đức (謙德)
1749 - 1761 - 1767
9. Phụng ân Tướng quân Thuận Đức (順德)
1754 - 1767 - 1796 - 1800
10. Dĩ cách Phụng ân Tướng quân Hoa Anh (華英)
1784 - 1796 - 1830 - 1831
11. Phụng ân Tướng quân Hoa Đức (華德)
1789 - 1831 - 1847
12. Phụng ân Tướng quân Tú Bình (秀平)
1811 - 1848 - 1855
13. Phụng ân Tướng quân Lương Triết (良喆)
1842 - 1855 - 1890
14. Phụng ân Tướng quân Long Hú (隆煦)
1866 - 1890 - 1909
15. Phụng ân Tướng quân Tồn Diệu (存耀)
1899 - 1910 - ?

### Hoà Độ chi hệ
- ? — 1646: Bối tử Hoà Độ (和度), con trai trưởng của A Tế Cách. Sơ phong Phụng ân Phụ quốc công (奉恩輔國公), năm 1644 tiến Bối tử (貝子). Vô tự.

### Lâu Thân chi hệ
- ?: Dĩ cách Hòa Thạc Thân vương Lâu Thân (樓親), con trai thứ năm của A Tế Cách. Bị ban cho tự vẫn.

### Phó Lặc Hách chi hệ
- 1645 — 1651: Dĩ cách Phụng ân Trấn quốc công Phó Lặc Hách (傅勒赫), con trai thứ hai của A Tế Cách.

#### Cấu Tư chi hệ
- 1661 — 1666: Phụng ân Phụ quốc công Cấu Tư (構孳), con trai thứ hai của Phó Lặc Hách.
- 1666 — 1667: Trấn quốc Tướng quân Nột Duyên (訥延), con trai trưởng của Cấu Tư. Hàng tước Trấn quốc Tướng quân (鎮國將軍). Vô tự.

### Tố Nghiêm chi hệ
- 1682 — 1692: Phụng ân Phụ quốc công Tố Nghiêm (素嚴), con trai trưởng của Xước Khắc Thác.
- 1692 — 1695: Tam đẳng Trấn quốc Tướng quân Tố Bái (素拜), con trai thứ ba của Tố Nghiêm. Hàng tước Trấn quốc Tướng quân (鎮國將軍). Vô tự.

### Phổ Chiếu chi hệ
- 1723 — 1724: Phụng ân Phụ quốc công Phổ Chiếu (普照), con trai thứ tám của Xước Khắc Thác.
- 1724 — 1732: Dĩ cách Phụng ân Phụ quốc công Hằng Tân (恆新), con trai Phổ Chiếu. Năm 1732 bị cách tước.

## Anh Thân vương Tiểu tông

### Minh Thiện chi hệ
1. Truy phong Kỵ đô úy Minh Thiện (明善), tằng tôn của Ngạc Bái - con trai thứ mười của A Tế Cách. Nguyên nhâm Phó Đô thống. Chết trận được truy phong Kỵ đô úy (騎都尉).
1719 - 1784
2. Kỵ đô úy Khắc Xương (克昌), con trai trưởng của Minh Thiện.
1749 - 1784 - 1825
3. Kỵ đô úy Pháp Thức Thượng A (法式尙阿), con trai trưởng của Khắc Xương.
1776 - 1825 - 1836
4. Truy phong Nhất đẳng Khinh xa Đô úy Kỵ đô úy Tường Hậu (祥厚), con trai trưởng của Pháp Thức Thượng An. Chết trận được truy phong Nhất đẳng Khinh xa Đô úy.
1801 - 1836 - 1853
5. Nhất đẳng Khinh xa Đô úy kiêm Nhất vân Kỵ úy Ân Toàn (恩全), con trai trưởng của Tường Hậu.
1826 - 1853 - 1892
6. Nhất đẳng Khinh xa Đô úy Đức Sâm (德森), con trai thứ hai của Ân Toàn.
1849 - 1892 - ?

### Đức Thuận chi hệ
1. Truy phong Kỵ đô úy kiêm Nhất vân Kỵ úy Đức Thuận (德潤), con trai thứ tư của Ân Toàn. Nguyên nhâm Đầu đẳng Thị vệ. Chết trận khi Hộ giá được truy phong Kỵ đô úy kiêm Nhất vân Kỵ úy.
1854 - 1900
2. Kỵ đô úy kiêm Nhất vân Kỵ úy Đa Thọ (多壽), con trai trưởng của Đức Thuận.
1884 - 1900 - ?

## Phả hệ Anh Thân vương
|                                                                   |                                                                   |                                                                   |                                                                   |                                                                   |                                                                   |  |  |                                                    |                                                |                                                |                                                |                                                |                                                |  |  | Anh Thân vương A Tế Cách 1605 - 1626 - 1651                              |                                                                    |                                                                    |                                                                    |                                                                    |                                                                    |  |  |                                                                    |                                                                    |                                                                    |                                                                    |                                                                    |                                                                    |  |  |                                                                     |                                                                     |                                                                     |                                                                     |                                                                     |                                                                     |  |  |  |  |  |  |  |  |  |  |  |  |  |  |  |  |  |  |  |  |  |  |  |  |  |  |  |  |  |  |
|                                                                   |                                                                   |                                                                   |                                                                   |                                                                   |                                                                   |  |  |                                                    |                                                |                                                |                                                |                                                |                                                |  |  |                                                                          |                                                                    |                                                                    |                                                                    |                                                                    |                                                                    |  |  |                                                                    |                                                                    |                                                                    |                                                                    |                                                                    |                                                                    |  |  |                                                                     |                                                                     |                                                                     |                                                                     |                                                                     |                                                                     |  |  |  |  |  |  |  |  |  |  |  |  |  |  |  |  |  |  |  |  |  |  |  |  |  |  |  |  |  |  |
|                                                                   |                                                                   |                                                                   |                                                                   |                                                                   |                                                                   |  |  |                                                    |                                                |                                                |                                                |                                                |                                                |  |  | Truy phong Phụng ân Trấn quốc công Phó Lặc Hách 1628 - 1650              |                                                                    |                                                                    |                                                                    |                                                                    |                                                                    |  |  |                                                                    |                                                                    |                                                                    |                                                                    |                                                                    |                                                                    |  |  |                                                                     |                                                                     |                                                                     |                                                                     |                                                                     |                                                                     |  |  |  |  |  |  |  |  |  |  |  |  |  |  |  |  |  |  |  |  |  |  |  |  |  |  |  |  |  |  |
|                                                                   |                                                                   |                                                                   |                                                                   |                                                                   |                                                                   |  |  |                                                    |                                                |                                                |                                                |                                                |                                                |  |  |                                                                          |                                                                    |                                                                    |                                                                    |                                                                    |                                                                    |  |  |                                                                    |                                                                    |                                                                    |                                                                    |                                                                    |                                                                    |  |  |                                                                     |                                                                     |                                                                     |                                                                     |                                                                     |                                                                     |  |  |  |  |  |  |  |  |  |  |  |  |  |  |  |  |  |  |  |  |  |  |  |  |  |  |  |  |  |  |
|                                                                   |                                                                   |                                                                   |                                                                   |                                                                   |                                                                   |  |  |                                                    |                                                |                                                |                                                |                                                |                                                |  |  | Dĩ cách Phụng ân Trấn quốc công Xước Khắc Thác 1651 - 1665 - 1698 - 1711 |                                                                    |                                                                    |                                                                    |                                                                    |                                                                    |  |  |                                                                    |                                                                    |                                                                    |                                                                    |                                                                    |                                                                    |  |  |                                                                     |                                                                     |                                                                     |                                                                     |                                                                     |                                                                     |  |  |  |  |  |  |  |  |  |  |  |  |  |  |  |  |  |  |  |  |  |  |  |  |  |  |  |  |  |  |
|                                                                   |                                                                   |                                                                   |                                                                   |                                                                   |                                                                   |  |  |                                                    |                                                |                                                |                                                |                                                |                                                |  |  |                                                                          |                                                                    |                                                                    |                                                                    |                                                                    |                                                                    |  |  |                                                                    |                                                                    |                                                                    |                                                                    |                                                                    |                                                                    |  |  |                                                                     |                                                                     |                                                                     |                                                                     |                                                                     |                                                                     |  |  |  |  |  |  |  |  |  |  |  |  |  |  |  |  |  |  |  |  |  |  |  |  |  |  |  |  |  |  |
|                                                                   |                                                                   |                                                                   |                                                                   |                                                                   |                                                                   |  |  |                                                    |                                                |                                                |                                                |                                                |                                                |  |  |                                                                          |                                                                    |                                                                    |                                                                    |                                                                    |                                                                    |  |  |                                                                    |                                                                    |                                                                    |                                                                    |                                                                    |                                                                    |  |  |                                                                     |                                                                     |                                                                     |                                                                     |                                                                     |                                                                     |  |  |  |  |  |  |  |  |  |  |  |  |  |  |  |  |  |  |  |  |  |  |  |  |  |  |  |  |  |  |
| Long Đức 1672 - 1733                                              | Long Đức 1672 - 1733                                              | Long Đức 1672 - 1733                                              | Long Đức 1672 - 1733                                              | Long Đức 1672 - 1733                                              | Long Đức 1672 - 1733                                              |  |  | Hô Đồ Lễ 1688 - 1746                               | Hô Đồ Lễ 1688 - 1746                           | Hô Đồ Lễ 1688 - 1746                           | Hô Đồ Lễ 1688 - 1746                           | Hô Đồ Lễ 1688 - 1746                           | Hô Đồ Lễ 1688 - 1746                           |  |  | Truy phong Phụng ân Phụ quốc công Hưng Thụ 1689 - 1724                   | Truy phong Phụng ân Phụ quốc công Hưng Thụ 1689 - 1724             | Truy phong Phụng ân Phụ quốc công Hưng Thụ 1689 - 1724             | Truy phong Phụng ân Phụ quốc công Hưng Thụ 1689 - 1724             | Truy phong Phụng ân Phụ quốc công Hưng Thụ 1689 - 1724             | Truy phong Phụng ân Phụ quốc công Hưng Thụ 1689 - 1724             |  |  | Dĩ cách Phụng ân Phụ quốc công Phổ Chiếu 1691 - 1698 - 1713 - 1724 | Dĩ cách Phụng ân Phụ quốc công Phổ Chiếu 1691 - 1698 - 1713 - 1724 | Dĩ cách Phụng ân Phụ quốc công Phổ Chiếu 1691 - 1698 - 1713 - 1724 | Dĩ cách Phụng ân Phụ quốc công Phổ Chiếu 1691 - 1698 - 1713 - 1724 | Dĩ cách Phụng ân Phụ quốc công Phổ Chiếu 1691 - 1698 - 1713 - 1724 | Dĩ cách Phụng ân Phụ quốc công Phổ Chiếu 1691 - 1698 - 1713 - 1724 |  |  | Dĩ cách Phụng ân Phụ quốc công Kinh Chiếu 1698 - 1713 - 1732 - 1744 | Dĩ cách Phụng ân Phụ quốc công Kinh Chiếu 1698 - 1713 - 1732 - 1744 | Dĩ cách Phụng ân Phụ quốc công Kinh Chiếu 1698 - 1713 - 1732 - 1744 | Dĩ cách Phụng ân Phụ quốc công Kinh Chiếu 1698 - 1713 - 1732 - 1744 | Dĩ cách Phụng ân Phụ quốc công Kinh Chiếu 1698 - 1713 - 1732 - 1744 | Dĩ cách Phụng ân Phụ quốc công Kinh Chiếu 1698 - 1713 - 1732 - 1744 |  |  |  |  |  |  |  |  |  |  |  |  |  |  |  |  |  |  |  |  |  |  |  |  |  |  |  |  |  |  |
| Long Đức 1672 - 1733                                              | Long Đức 1672 - 1733                                              | Long Đức 1672 - 1733                                              | Long Đức 1672 - 1733                                              | Long Đức 1672 - 1733                                              | Long Đức 1672 - 1733                                              |  |  | Hô Đồ Lễ 1688 - 1746                               | Hô Đồ Lễ 1688 - 1746                           | Hô Đồ Lễ 1688 - 1746                           | Hô Đồ Lễ 1688 - 1746                           | Hô Đồ Lễ 1688 - 1746                           | Hô Đồ Lễ 1688 - 1746                           |  |  | Truy phong Phụng ân Phụ quốc công Hưng Thụ 1689 - 1724                   | Truy phong Phụng ân Phụ quốc công Hưng Thụ 1689 - 1724             | Truy phong Phụng ân Phụ quốc công Hưng Thụ 1689 - 1724             | Truy phong Phụng ân Phụ quốc công Hưng Thụ 1689 - 1724             | Truy phong Phụng ân Phụ quốc công Hưng Thụ 1689 - 1724             | Truy phong Phụng ân Phụ quốc công Hưng Thụ 1689 - 1724             |  |  | Dĩ cách Phụng ân Phụ quốc công Phổ Chiếu 1691 - 1698 - 1713 - 1724 | Dĩ cách Phụng ân Phụ quốc công Phổ Chiếu 1691 - 1698 - 1713 - 1724 | Dĩ cách Phụng ân Phụ quốc công Phổ Chiếu 1691 - 1698 - 1713 - 1724 | Dĩ cách Phụng ân Phụ quốc công Phổ Chiếu 1691 - 1698 - 1713 - 1724 | Dĩ cách Phụng ân Phụ quốc công Phổ Chiếu 1691 - 1698 - 1713 - 1724 | Dĩ cách Phụng ân Phụ quốc công Phổ Chiếu 1691 - 1698 - 1713 - 1724 |  |  | Dĩ cách Phụng ân Phụ quốc công Kinh Chiếu 1698 - 1713 - 1732 - 1744 | Dĩ cách Phụng ân Phụ quốc công Kinh Chiếu 1698 - 1713 - 1732 - 1744 | Dĩ cách Phụng ân Phụ quốc công Kinh Chiếu 1698 - 1713 - 1732 - 1744 | Dĩ cách Phụng ân Phụ quốc công Kinh Chiếu 1698 - 1713 - 1732 - 1744 | Dĩ cách Phụng ân Phụ quốc công Kinh Chiếu 1698 - 1713 - 1732 - 1744 | Dĩ cách Phụng ân Phụ quốc công Kinh Chiếu 1698 - 1713 - 1732 - 1744 |  |  |  |  |  |  |  |  |  |  |  |  |  |  |  |  |  |  |  |  |  |  |  |  |  |  |  |  |  |  |
| Phụng ân Phụ quốc Cung Giản công Lộ Đạt 1705 - 1732 - 1741        | Phụng ân Phụ quốc Cung Giản công Lộ Đạt 1705 - 1732 - 1741        | Phụng ân Phụ quốc Cung Giản công Lộ Đạt 1705 - 1732 - 1741        | Phụng ân Phụ quốc Cung Giản công Lộ Đạt 1705 - 1732 - 1741        | Phụng ân Phụ quốc Cung Giản công Lộ Đạt 1705 - 1732 - 1741        | Phụng ân Phụ quốc Cung Giản công Lộ Đạt 1705 - 1732 - 1741        |  |  | Ngạch Nhĩ Hách Nhi 1743 - 1790                     | Ngạch Nhĩ Hách Nhi 1743 - 1790                 | Ngạch Nhĩ Hách Nhi 1743 - 1790                 | Ngạch Nhĩ Hách Nhi 1743 - 1790                 | Ngạch Nhĩ Hách Nhi 1743 - 1790                 | Ngạch Nhĩ Hách Nhi 1743 - 1790                 |  |  | Dĩ cách Phụng ân Phụ quốc công Cửu Thành 1710 - 1746 - 1761 - 1766       | Dĩ cách Phụng ân Phụ quốc công Cửu Thành 1710 - 1746 - 1761 - 1766 | Dĩ cách Phụng ân Phụ quốc công Cửu Thành 1710 - 1746 - 1761 - 1766 | Dĩ cách Phụng ân Phụ quốc công Cửu Thành 1710 - 1746 - 1761 - 1766 | Dĩ cách Phụng ân Phụ quốc công Cửu Thành 1710 - 1746 - 1761 - 1766 | Dĩ cách Phụng ân Phụ quốc công Cửu Thành 1710 - 1746 - 1761 - 1766 |  |  |                                                                    |                                                                    |                                                                    |                                                                    |                                                                    |                                                                    |  |  |                                                                     |                                                                     |                                                                     |                                                                     |                                                                     |                                                                     |  |  |  |  |  |  |  |  |  |  |  |  |  |  |  |  |  |  |  |  |  |  |  |  |  |  |  |  |  |  |
| Phụng ân Phụ quốc Cung Giản công Lộ Đạt 1705 - 1732 - 1741        | Phụng ân Phụ quốc Cung Giản công Lộ Đạt 1705 - 1732 - 1741        | Phụng ân Phụ quốc Cung Giản công Lộ Đạt 1705 - 1732 - 1741        | Phụng ân Phụ quốc Cung Giản công Lộ Đạt 1705 - 1732 - 1741        | Phụng ân Phụ quốc Cung Giản công Lộ Đạt 1705 - 1732 - 1741        | Phụng ân Phụ quốc Cung Giản công Lộ Đạt 1705 - 1732 - 1741        |  |  | Ngạch Nhĩ Hách Nhi 1743 - 1790                     | Ngạch Nhĩ Hách Nhi 1743 - 1790                 | Ngạch Nhĩ Hách Nhi 1743 - 1790                 | Ngạch Nhĩ Hách Nhi 1743 - 1790                 | Ngạch Nhĩ Hách Nhi 1743 - 1790                 | Ngạch Nhĩ Hách Nhi 1743 - 1790                 |  |  | Dĩ cách Phụng ân Phụ quốc công Cửu Thành 1710 - 1746 - 1761 - 1766       | Dĩ cách Phụng ân Phụ quốc công Cửu Thành 1710 - 1746 - 1761 - 1766 | Dĩ cách Phụng ân Phụ quốc công Cửu Thành 1710 - 1746 - 1761 - 1766 | Dĩ cách Phụng ân Phụ quốc công Cửu Thành 1710 - 1746 - 1761 - 1766 | Dĩ cách Phụng ân Phụ quốc công Cửu Thành 1710 - 1746 - 1761 - 1766 | Dĩ cách Phụng ân Phụ quốc công Cửu Thành 1710 - 1746 - 1761 - 1766 |  |  |                                                                    |                                                                    |                                                                    |                                                                    |                                                                    |                                                                    |  |  |                                                                     |                                                                     |                                                                     |                                                                     |                                                                     |                                                                     |  |  |  |  |  |  |  |  |  |  |  |  |  |  |  |  |  |  |  |  |  |  |  |  |  |  |  |  |  |  |
|                                                                   |                                                                   |                                                                   |                                                                   |                                                                   |                                                                   |  |  |                                                    |                                                |                                                |                                                |                                                |                                                |  |  |                                                                          |                                                                    |                                                                    |                                                                    |                                                                    |                                                                    |  |  |                                                                    |                                                                    |                                                                    |                                                                    |                                                                    |                                                                    |  |  |                                                                     |                                                                     |                                                                     |                                                                     |                                                                     |                                                                     |  |  |  |  |  |  |  |  |  |  |  |  |  |  |  |  |  |  |  |  |  |  |  |  |  |  |  |  |  |  |
| Dĩ cách Phụng ân Phụ quốc công Lân Khôi 1726 - 1741 - 1745 - 1769 | Dĩ cách Phụng ân Phụ quốc công Lân Khôi 1726 - 1741 - 1745 - 1769 | Dĩ cách Phụng ân Phụ quốc công Lân Khôi 1726 - 1741 - 1745 - 1769 | Dĩ cách Phụng ân Phụ quốc công Lân Khôi 1726 - 1741 - 1745 - 1769 | Dĩ cách Phụng ân Phụ quốc công Lân Khôi 1726 - 1741 - 1745 - 1769 | Dĩ cách Phụng ân Phụ quốc công Lân Khôi 1726 - 1741 - 1745 - 1769 |  |  | Thạc Thần 1772 - 1819                              | Thạc Thần 1772 - 1819                          | Thạc Thần 1772 - 1819                          | Thạc Thần 1772 - 1819                          | Thạc Thần 1772 - 1819                          | Thạc Thần 1772 - 1819                          |  |  | Tam đẳng Trấn quốc Tướng quân Khiêm Đức 1749 - 1761 - 1767               | Tam đẳng Trấn quốc Tướng quân Khiêm Đức 1749 - 1761 - 1767         | Tam đẳng Trấn quốc Tướng quân Khiêm Đức 1749 - 1761 - 1767         | Tam đẳng Trấn quốc Tướng quân Khiêm Đức 1749 - 1761 - 1767         | Tam đẳng Trấn quốc Tướng quân Khiêm Đức 1749 - 1761 - 1767         | Tam đẳng Trấn quốc Tướng quân Khiêm Đức 1749 - 1761 - 1767         |  |  | Phụng ân Tướng quân Thuận Đức 1754 - 1767 - 1796 - 1800            | Phụng ân Tướng quân Thuận Đức 1754 - 1767 - 1796 - 1800            | Phụng ân Tướng quân Thuận Đức 1754 - 1767 - 1796 - 1800            | Phụng ân Tướng quân Thuận Đức 1754 - 1767 - 1796 - 1800            | Phụng ân Tướng quân Thuận Đức 1754 - 1767 - 1796 - 1800            | Phụng ân Tướng quân Thuận Đức 1754 - 1767 - 1796 - 1800            |  |  |                                                                     |                                                                     |                                                                     |                                                                     |                                                                     |                                                                     |  |  |  |  |  |  |  |  |  |  |  |  |  |  |  |  |  |  |  |  |  |  |  |  |  |  |  |  |  |  |
| Dĩ cách Phụng ân Phụ quốc công Lân Khôi 1726 - 1741 - 1745 - 1769 | Dĩ cách Phụng ân Phụ quốc công Lân Khôi 1726 - 1741 - 1745 - 1769 | Dĩ cách Phụng ân Phụ quốc công Lân Khôi 1726 - 1741 - 1745 - 1769 | Dĩ cách Phụng ân Phụ quốc công Lân Khôi 1726 - 1741 - 1745 - 1769 | Dĩ cách Phụng ân Phụ quốc công Lân Khôi 1726 - 1741 - 1745 - 1769 | Dĩ cách Phụng ân Phụ quốc công Lân Khôi 1726 - 1741 - 1745 - 1769 |  |  | Thạc Thần 1772 - 1819                              | Thạc Thần 1772 - 1819                          | Thạc Thần 1772 - 1819                          | Thạc Thần 1772 - 1819                          | Thạc Thần 1772 - 1819                          | Thạc Thần 1772 - 1819                          |  |  | Tam đẳng Trấn quốc Tướng quân Khiêm Đức 1749 - 1761 - 1767               | Tam đẳng Trấn quốc Tướng quân Khiêm Đức 1749 - 1761 - 1767         | Tam đẳng Trấn quốc Tướng quân Khiêm Đức 1749 - 1761 - 1767         | Tam đẳng Trấn quốc Tướng quân Khiêm Đức 1749 - 1761 - 1767         | Tam đẳng Trấn quốc Tướng quân Khiêm Đức 1749 - 1761 - 1767         | Tam đẳng Trấn quốc Tướng quân Khiêm Đức 1749 - 1761 - 1767         |  |  | Phụng ân Tướng quân Thuận Đức 1754 - 1767 - 1796 - 1800            | Phụng ân Tướng quân Thuận Đức 1754 - 1767 - 1796 - 1800            | Phụng ân Tướng quân Thuận Đức 1754 - 1767 - 1796 - 1800            | Phụng ân Tướng quân Thuận Đức 1754 - 1767 - 1796 - 1800            | Phụng ân Tướng quân Thuận Đức 1754 - 1767 - 1796 - 1800            | Phụng ân Tướng quân Thuận Đức 1754 - 1767 - 1796 - 1800            |  |  |                                                                     |                                                                     |                                                                     |                                                                     |                                                                     |                                                                     |  |  |  |  |  |  |  |  |  |  |  |  |  |  |  |  |  |  |  |  |  |  |  |  |  |  |  |  |  |  |
|                                                                   |                                                                   |                                                                   |                                                                   |                                                                   |                                                                   |  |  | Phụng ân Tướng quân Hoa Đức 1789 - 1831 - 1847     | Phụng ân Tướng quân Hoa Đức 1789 - 1831 - 1847 | Phụng ân Tướng quân Hoa Đức 1789 - 1831 - 1847 | Phụng ân Tướng quân Hoa Đức 1789 - 1831 - 1847 | Phụng ân Tướng quân Hoa Đức 1789 - 1831 - 1847 | Phụng ân Tướng quân Hoa Đức 1789 - 1831 - 1847 |  |  |                                                                          |                                                                    |                                                                    |                                                                    |                                                                    |                                                                    |  |  | Dĩ cách Phụng ân Tướng quân Hoa Anh 1784 - 1796 - 1830 - 1831      | Dĩ cách Phụng ân Tướng quân Hoa Anh 1784 - 1796 - 1830 - 1831      | Dĩ cách Phụng ân Tướng quân Hoa Anh 1784 - 1796 - 1830 - 1831      | Dĩ cách Phụng ân Tướng quân Hoa Anh 1784 - 1796 - 1830 - 1831      | Dĩ cách Phụng ân Tướng quân Hoa Anh 1784 - 1796 - 1830 - 1831      | Dĩ cách Phụng ân Tướng quân Hoa Anh 1784 - 1796 - 1830 - 1831      |  |  |                                                                     |                                                                     |                                                                     |                                                                     |                                                                     |                                                                     |  |  |  |  |  |  |  |  |  |  |  |  |  |  |  |  |  |  |  |  |  |  |  |  |  |  |  |  |  |  |
|                                                                   |                                                                   |                                                                   |                                                                   |                                                                   |                                                                   |  |  | Phụng ân Tướng quân Hoa Đức 1789 - 1831 - 1847     | Phụng ân Tướng quân Hoa Đức 1789 - 1831 - 1847 | Phụng ân Tướng quân Hoa Đức 1789 - 1831 - 1847 | Phụng ân Tướng quân Hoa Đức 1789 - 1831 - 1847 | Phụng ân Tướng quân Hoa Đức 1789 - 1831 - 1847 | Phụng ân Tướng quân Hoa Đức 1789 - 1831 - 1847 |  |  |                                                                          |                                                                    |                                                                    |                                                                    |                                                                    |                                                                    |  |  | Dĩ cách Phụng ân Tướng quân Hoa Anh 1784 - 1796 - 1830 - 1831      | Dĩ cách Phụng ân Tướng quân Hoa Anh 1784 - 1796 - 1830 - 1831      | Dĩ cách Phụng ân Tướng quân Hoa Anh 1784 - 1796 - 1830 - 1831      | Dĩ cách Phụng ân Tướng quân Hoa Anh 1784 - 1796 - 1830 - 1831      | Dĩ cách Phụng ân Tướng quân Hoa Anh 1784 - 1796 - 1830 - 1831      | Dĩ cách Phụng ân Tướng quân Hoa Anh 1784 - 1796 - 1830 - 1831      |  |  |                                                                     |                                                                     |                                                                     |                                                                     |                                                                     |                                                                     |  |  |  |  |  |  |  |  |  |  |  |  |  |  |  |  |  |  |  |  |  |  |  |  |  |  |  |  |  |  |
|                                                                   |                                                                   |                                                                   |                                                                   |                                                                   |                                                                   |  |  | Phụng ân Tướng quân Tú Bình 1811 - 1848 - 1855     |                                                |                                                |                                                |                                                |                                                |  |  |                                                                          |                                                                    |                                                                    |                                                                    |                                                                    |                                                                    |  |  |                                                                    |                                                                    |                                                                    |                                                                    |                                                                    |                                                                    |  |  |                                                                     |                                                                     |                                                                     |                                                                     |                                                                     |                                                                     |  |  |  |  |  |  |  |  |  |  |  |  |  |  |  |  |  |  |  |  |  |  |  |  |  |  |  |  |  |  |
|                                                                   |                                                                   |                                                                   |                                                                   |                                                                   |                                                                   |  |  |                                                    |                                                |                                                |                                                |                                                |                                                |  |  |                                                                          |                                                                    |                                                                    |                                                                    |                                                                    |                                                                    |  |  |                                                                    |                                                                    |                                                                    |                                                                    |                                                                    |                                                                    |  |  |                                                                     |                                                                     |                                                                     |                                                                     |                                                                     |                                                                     |  |  |  |  |  |  |  |  |  |  |  |  |  |  |  |  |  |  |  |  |  |  |  |  |  |  |  |  |  |  |
|                                                                   |                                                                   |                                                                   |                                                                   |                                                                   |                                                                   |  |  | Phụng ân Tướng quân Lương Triết 1842 - 1855 - 1890 |                                                |                                                |                                                |                                                |                                                |  |  |                                                                          |                                                                    |                                                                    |                                                                    |                                                                    |                                                                    |  |  |                                                                    |                                                                    |                                                                    |                                                                    |                                                                    |                                                                    |  |  |                                                                     |                                                                     |                                                                     |                                                                     |                                                                     |                                                                     |  |  |  |  |  |  |  |  |  |  |  |  |  |  |  |  |  |  |  |  |  |  |  |  |  |  |  |  |  |  |
|                                                                   |                                                                   |                                                                   |                                                                   |                                                                   |                                                                   |  |  |                                                    |                                                |                                                |                                                |                                                |                                                |  |  |                                                                          |                                                                    |                                                                    |                                                                    |                                                                    |                                                                    |  |  |                                                                    |                                                                    |                                                                    |                                                                    |                                                                    |                                                                    |  |  |                                                                     |                                                                     |                                                                     |                                                                     |                                                                     |                                                                     |  |  |  |  |  |  |  |  |  |  |  |  |  |  |  |  |  |  |  |  |  |  |  |  |  |  |  |  |  |  |
|                                                                   |                                                                   |                                                                   |                                                                   |                                                                   |                                                                   |  |  | Phụng ân Tướng quân Long Hú 1866 - 1890 - 1909     |                                                |                                                |                                                |                                                |                                                |  |  |                                                                          |                                                                    |                                                                    |                                                                    |                                                                    |                                                                    |  |  |                                                                    |                                                                    |                                                                    |                                                                    |                                                                    |                                                                    |  |  |                                                                     |                                                                     |                                                                     |                                                                     |                                                                     |                                                                     |  |  |  |  |  |  |  |  |  |  |  |  |  |  |  |  |  |  |  |  |  |  |  |  |  |  |  |  |  |  |
|                                                                   |                                                                   |                                                                   |                                                                   |                                                                   |                                                                   |  |  |                                                    |                                                |                                                |                                                |                                                |                                                |  |  |                                                                          |                                                                    |                                                                    |                                                                    |                                                                    |                                                                    |  |  |                                                                    |                                                                    |                                                                    |                                                                    |                                                                    |                                                                    |  |  |                                                                     |                                                                     |                                                                     |                                                                     |                                                                     |                                                                     |  |  |  |  |  |  |  |  |  |  |  |  |  |  |  |  |  |  |  |  |  |  |  |  |  |  |  |  |  |  |
|                                                                   |                                                                   |                                                                   |                                                                   |                                                                   |                                                                   |  |  | Phụng ân Tướng quân Tồn Diệu 1899 - 1910 - ?       |                                                |                                                |                                                |                                                |                                                |  |  |                                                                          |                                                                    |                                                                    |                                                                    |                                                                    |                                                                    |  |  |                                                                    |                                                                    |                                                                    |                                                                    |                                                                    |                                                                    |  |  |                                                                     |                                                                     |                                                                     |                                                                     |                                                                     |                                                                     |  |  |  |  |  |  |  |  |  |  |  |  |  |  |  |  |  |  |  |  |  |  |  |  |  |  |  |  |  |  |
|                                                                   |                                                                   |                                                                   |                                                                   |                                                                   |                                                                   |  |  |                                                    |                                                |                                                |                                                |                                                |                                                |  |  |                                                                          |                                                                    |                                                                    |                                                                    |                                                                    |                                                                    |  |  |                                                                    |                                                                    |                                                                    |                                                                    |                                                                    |                                                                    |  |  |                                                                     |                                                                     |                                                                     |                                                                     |                                                                     |                                                                     |  |  |  |  |  |  |  |  |  |  |  |  |  |  |  |  |  |  |  |  |  |  |  |  |  |  |  |  |  |  |
|                                                                   |                                                                   |                                                                   |                                                                   |                                                                   |                                                                   |  |  | Thiết Khâm 1922-?                                  |                                                |                                                |                                                |                                                |                                                |  |  |                                                                          |                                                                    |                                                                    |                                                                    |                                                                    |                                                                    |  |  |                                                                    |                                                                    |                                                                    |                                                                    |                                                                    |                                                                    |  |  |                                                                     |                                                                     |                                                                     |                                                                     |                                                                     |                                                                     |  |  |  |  |  |  |  |  |  |  |  |  |  |  |  |  |  |  |  |  |  |  |  |  |  |  |  |  |  |  |